# Hellikon
Hellikon is een gemeente en plaats in het Zwitserse kanton Aargau en maakt deel uit van het district Rheinfelden.
Hellikon telt 785 inwoners.